# 제7차 대프랑스 동맹
제7차 대프랑스 동맹(영어: Seventh Coalition)은 1815년, 나폴레옹 보나파르트가 엘바 섬에서 빠져나와 파리에서 도착한 1815년 3월 20일부터 루이 18세가 복위된 7월 8일까지의 기간과 그 동안의 사건을 말한다. 이 기간에 워털루 전투와 나폴리 전쟁이 있었다. 백일천하(프랑스어: les Cent Jours)라고도 알려져 있는데 백일천하라는 문구는 파리의 경찰청장인 사브롤 백작이 왕을 맞이하는 연설에서 처음 사용되었다.

## 배경
프랑스 혁명과 나폴레옹 전쟁으로 유럽의 여러나라가 1792년부터 프랑스에 대항하여 수번의 군사동맹을 맺었다. 프랑스에서 일어난 왕정 전복과 루이 16세의 처형으로 유럽 여러나라의 지도자는 커다란 충격을 받았다. 그들은 프랑스 공화국을 타도하려는 서약을 맺는다. 하지만, 오히려 프랑스에 패배하여 혁명정부의 세력확장과 종속국을 만드는 것을 허락하는 꼴이 되었다. 이런 프랑스의 군사적 성공은 그들의 뛰어난 사령관인 나폴레옹 보나파르트를 영웅으로 만들었다. 1799년 나폴레옹은 성공적인 쿠데타로 프랑스의 제1집정에 올라으며 5년 뒤 황제에 즉위하였다.
초기의 혁명 정권과의 주변국의 마찰 만큼이나 나폴레옹 정권과도 불편한 관계는 계속되었다. 나폴레옹에 반대하는 새로운 군사동맹에 형성되었음에도 불구하고, 나폴레옹의 군대는 계속적으로 유럽을 정복해 나갔다. 그러나, 1812년 프랑스의 러시아 원정 실패 이후, 전쟁양상은 바뀌기 시작하였다. 그 다음해, 제6차 대프랑스 동맹동안, 동맹국의 군대는 프랑스 군대를 라이프치히 전투에서 격파하였다.
그 승리후, 동맹국들은 나폴레옹을 황제의 권좌에서 물러나게 하기 위한 파리로의 진격을 서약하였다. 1814년 2월의 마지막 주에 프로이센의 게프하르트 레베레히트 폰 블뤼허가 이끄는 군대가 선봉으로 파리로 진격하였다. 나폴레옹의 두 육군 원수인 에두아르 모르티에와 오퀴스트 마르몽은 도시를 보호하기 위해 부대를 파견하였다. 하지만, 단지 10,000명의 병력으로 블뤼허의 대부대를 저지하기에는 역부족이었다. 마른강에서 블뤼허가 책략에 걸려들길 바라면서 나폴레옹은 약 30,000의 부대로 그들을 구원하기 위해 서둘러 서쪽으로 방향을 돌렸다.
2월말에서 3월초까지 블뤼허 군대가 모르테이와 마르몽의 군대를 공격한 우르크강에서의 전투는 성공적이지 못했고, 나폴레옹의 군대가 눈앞에 나타나자, 군을 재정비하기 위해 북으로의 후퇴 명령을 내렸다. 프로이센 군대는 물이 불은 엔강을 건넜고, 3월 4일에 수아송에 도착하였다. 증원군이 도착하여 블뤼허의 부대는 100,000에 달했다. 3월 7일 슈멩데담을 따라 서쪽에서 나폴레옹이 블뤼허 부대를 공격해 크라온 전투에서 승리하였다. 블뤼허의 책략은 먹이지 않았고, 프로이센의 군대는 랑으로 철수할 수밖에 없었다. 하지만 뒤이어 벌어진 랑 전투에서 나폴레옹은 패배하였다. 나폴레옹을 도와주기 위해 조아생 뮈라는 톨렌티노 전투를 야기시켰으나 뮈라 역시 이 전투에서 대패하고 붙잡혀서 총살당했다.
1814년 4월 6일 나폴레옹은 황제의 자리에서 물러났고, 한달 후, 부르봉 왕가의 루이 18세가 즉위하였다. 나폴레옹은 엘바섬으로 추방되었고, 승리한 군사동맹국들은 빈 회의에서 유럽의 재편을 모색하고 있었다.